# Bijvoeglijk naamwoord met of zonder buigings-e
Het verbogen bijvoeglijk naamwoord is in het Nederlands een bijvoeglijk naamwoord met de uitgang -e, -er of -st. De laatste twee buigingsuitgangen behoren bij respectievelijk de vergrotende trap en de overtreffende trap. De hieronder besproken gevallen geven enkele verschijnselen weer die zich vaak voordoen. Naar volledigheid wordt niet gestreefd; daarvoor is de situatie van geval tot geval te verschillend.

## Verschillende gevallen
De uitgang -e wordt in bepaalde andere gevallen aan het bijvoeglijk naamwoord toegevoegd. Van belang is daarbij:
- of het hoofdwoord (zelfstandig naamwoord) onzijdig is of niet (een het-woord is of een de-woord),
- en tevens of het om een ding of een persoon gaat.

Maar in sommige gevallen komt zowel de vorm met -e als die zonder -e voor; er is echter een betekenisverschil: het koninklijk besluit (een staatkundig stuk) betekent iets anders dan het koninklijke besluit (een door de koning(in) zelf genomen besluit).
In weer andere gevallen kunnen de vormen met en zonder -e naast elkaar worden gebruikt, zónder betekenisverschil: een Belgisch(e) auteur. De diverse regels worden hieronder besproken.

## Hoofdregel
Zelfstandige naamwoorden worden in het Nederlands onderscheiden naar de-woorden en het-woorden. Als een zelfstandig naamwoord wordt voorafgegaan door een bijvoeglijk naamwoord, dan wordt dat bijvoeglijk naamwoord in bepaalde gevallen verbogen: er komt een e achter. De belangrijkste gevallen doen zich voor:
- als het zelfstandig naamwoord een de-woord is (mannelijk of vrouwelijk):
de lege dop — een lege dop
- als het zelfstandig naamwoord een het-woord is (onzijdig), en wordt voorafgegaan door het of een ander bepalend woord:
het halve ei — Petra's halve ei
- in het meervoud, zowel bij het- als bij de-woorden:
Halve eieren verdienen de voorkeur boven lege doppen; deze lege doppen hier kun je dus maar beter in de tuin gooien, dan krijgt de bodem nog wat kalk.

Maar het-woorden krijgen géén verbogen bijvoeglijk naamwoord als ze worden voorafgegaan door een:
een half ei
Hetzelfde geldt als er geen lidwoord voor staat, of een onbepaald voornaamwoord als geen of elk:
Mooi werk!
Geen half werk afleveren!
Als naamwoordelijk deel van het gezegde volgt er nooit een buigings-e:
Het huis is groot.
De huizen zijn groot.
Dat geldt ook als het bijvoeglijk naamwoord als bijwoord gebruikt wordt:
Die straat is slecht verlicht.
Bij gebruik als zelfstandig naamwoord volgt er altijd een buigings-e:
Dat is een erg grote.
Dat zijn heel kleine.
Dus ook als het slaat op een onzijdig 'het' woord. 
Dat is een erg grote. (Bijv. een erg groot ei.)

## Uitzonderingen: altijd betekenisverschil
Van deze hoofdregel kan in bepaalde gevallen worden afgeweken:
- indien bijvoeglijk naamwoord en zelfstandig naamwoord als een eenheid kunnen worden gezien:
het Openbaar Ministerie — het koninklijk besluit — het Algemeen Beschaafd Nederlands

Hier zou verbuiging een andere betekenis opleveren: het koninklijke besluit om dit jaar Buren te bezoeken verwijst naar een door de koningin genomen beslissing, niet naar een KB.
- in functieaanduidingen:
de behandelend arts

Ook hier zou verbuiging tot betekenisverandering leiden: een behandelende arts zou vrij toevallig de behandeling kunnen verrichten, niet volgens vaste overeenkomst. Wie het zekere voor het onzekere wil nemen, kan de onverbogen vorm gebruiken.

## Uitzonderingen: geen betekenisverschil

### De-woorden met onbepaalde kwalificatie
Soms kunnen bij de-woorden de verbogen vorm (met -e) en de onverbogen vorm (zonder -e) naast elkaar worden gebruikt zonder betekenisverschil. Hieraan zijn de volgende voorwaarden verbonden:
1. het betreft dus een de-woord,
2. de combinatie wordt voorafgegaan door een woord als een, geen, ieder (een "onbepaalde kwalificatie"),
3. het bijvoeglijk naamwoord drukt een kwaliteit uit, óf is een geografische aanduiding eindigend op -s of -isch,
4. het zelfstandig naamwoord is hetzij man hetzij een beroeps- of functieaanduiding (meestal mannelijk, maar niet altijd), en
5. het zelfstandig naamwoord staat in het enkelvoud.

Op grond van deze regels kunnen bijvoorbeeld naast elkaar voorkomen:
2een 3beroemd 4,5tennisser — 2een 3beroemde 4,5tennisser
2menig 3Belgisch 4,5vakman — 2menige 3Belgische 4,5vakman
2een 3Nederlands 4,5zwemster — 2een 3Nederlandse 4,5zwemster
2een 3wijs 4,5man — 2een 3wijze 4,5man

### Het-woorden met bepaalde kwalificatie
In het bovenstaande wijken de-woorden dus af van het-woorden. Bij die de-woorden is het immers bijzonder dat er na onbepaalde kwalificatie (een, geen, ieder etc.) toch een onverbogen vorm kan komen, terwijl dit bij het-woorden juist de regel is. Bij bepaalde kwalificatie daarentegen krijgen het-woorden een buigings-e; daarin verschillen ze niet van de-woorden. Maar ook op deze regel bestaat een uitzondering.
Soms wordt de buigings-e tóch weggelaten, bijvoorbeeld om de zin ritmischer te laten lopen; met name na lange bijvoeglijke naamwoorden kan de schrijver dit gewenst vinden. Soms is er ook eenvoudig sprake van stilistische variatie; de schrijver kon kiezen tussen de vorm met en die zonder buigings-e. De onverbogen vorm maakt dan een wat statiger indruk. De voorwaarden die in dit geval van kracht zijn, zijn beperkter dan hierboven bij de de-woorden:
1. het betreft dus een het-woord,
2. de combinatie wordt voorafgegaan door een woord als het, dat, uw (een "bepaalde kwalificatie"), en
3. het zelfstandig naamwoord staat in het enkelvoud.

Op grond van deze regels kunnen bijvoorbeeld naast elkaar voorkomen:
In 2het vorig 3hoofdstuk zagen wij ... — In 2het vorige 3hoofdstuk zagen wij ...
2dat volkomen onbegrijpelijk 3standpunt — 2dat volkomen onbegrijpelijke 3standpunt
2Uw interessant 3boekje heb ik gelezen. — 2Uw interessante 3boekje heb ik gelezen.

### Vergrotende trap
In de vergrotende trap kan de buigings-e worden weggelaten als dat stilistisch gewenst is. Het betreft doorgaans lange bijvoeglijk naamwoorden, met een opeenvolging van onbeklemtoonde lettergrepen aan het einde:
een helderder uitleg — een helderdere uitleg (de-woord met onbepaalde kwalificatie)
de helderder uitleg — de helderdere uitleg (de-woord met bepaalde kwalificatie)
het helderder schijnsel — het helderdere schijnsel (het-woord met bepaalde kwalificatie)
Maar:
een helderder schijnsel (het-woord met onbepaalde kwalificatie)
Hier treden dus alternatieven op, zelfs bij de-woorden met bepaalde kwalificatie. Daarentegen krijgt een het-woord met onbepaalde kwalificatie ook hier geen verbogen vorm voor zich: die vorm krijgt het immers nooit.
De vergrotende trap vertoont deze variatie ook bij zelfstandig naamwoorden in het meervoud:
de gebruikelijker verklaringen — de gebruikelijkere verklaringen
de gebruikelijker incidenten — de gebruikelijkere incidenten
Betekenisverschil is er doorgaans niet, maar dit kán wel optreden. Als er namelijk al in de stellende trap betekenisverschil was (zie hieronder), dan kan dit in de vergrotende trap evenzo bestaan:
een groter man (kwaliteit) — een grotere man (postuur)

## Uitzonderingen: soms betekenisverschil
Ook op deze vier regels bestaan echter uitzonderingen, waarbij de onverbogen en de verbogen vorm als verschillend in betekenis worden ervaren. Dit hangt van de woordgroep af, en het onderscheid wordt soms door verschillende taalgebruikers anders, of in het geheel niet, ervaren.
- Terwijl onder een groot veldheer wordt verstaan: "een veldheer met grote kwaliteiten", kan een grote veldheer worden opgevat als "een veldheer groot van postuur".
- Een dichter die juist debuteert, kan een jong dichter worden genoemd, terwijl een jonge dichter nog jeugdig is.
- Een slecht leraar geeft niet goed les; een slechte leraar heeft een verwerpelijk karakter.
- Terwijl een oud(-)journalist de pen heeft neergelegd, wordt met een oude journalist iemand bedoeld die nog steeds verslaggever is, maar een gevorderde leeftijd heeft bereikt.

## Nadere bijzonderheden

### Meervoud
Het betekenisonderscheid in paren als een behandelend arts — een behandelende arts is in het meervoud minder sterk aanwezig; dan kan in alle gevallen de verbogen vorm worden gebruikt:
De behandelende artsen sloegen het genezingsproces met verbijstering gade.

### Nadruk
Wanneer twee bijvoeglijke naamwoorden nadrukkelijk met elkaar in tegenstelling worden gebracht, dan ligt de verbogen vorm voor de hand:
Nee, je vergist je. Dat is geen Nigeriaanse maar een Zambiaanse voetballer.